# Konrad Krzyżanowski
Konrad Krzyżanowski (Kremencsuk, 1872. február 15. – Varsó, 1922. május 25.) az Orosz Birodalomban született lengyel illusztrátor és festő, elsősorban portréművész, akit az expresszionizmus korai képviselőjének tartottak.

## Élete
Kremencsukban született. Kijevben nőtt fel, és első művészeti leckéit a Kijevi Rajziskolában kapta Mikola Muraskónál. Ezt követték a szentpétervári Orosz Művészeti Akadémián végzett tanulmányok. Azonban nem sokáig volt ott, mert amikor az iskola tanítási módszereivel nem értett egyet, és a rektorral való konfliktusa elfajult, akkor elbocsátották.
1897-ben Münchenbe költözött, ahol Hollósy Simontól vett magánórákat. A Hollósy-iskola növendékeként nagybányai művésztelepen, először 1898-ban tanult. 1899 nyarát is Nagybányán töltötte, részt vett az 1899. szeptember elején a ligeti műteremben rendezett kiállításon. 1900-ban Varsóban telepedett le, és Kazimierz Stabrowskival együtt festőiskolát alapított, amelyet négy évig vezetett. 1904-től 1909-ig a Képzőművészeti Akadémián tanított, ahonnan gyakran vitte hallgatóit plein air gyakorlatra Litvániába és Finnországba festeni. Illusztrációkat is készített a Chimera című irodalmi és művészeti folyóirat számára, amely 1901 és 1907 között jelent meg.
1906-ban feleségül vette Michalina Piotruszewska művésznőt, aki az Akadémia hallgatója volt. 1912 és 1914 között a pár Londonban és Párizsban élt, ahol Michalina Maurice Denis-nél tanult az Académie Ransonon.
1914-ben visszatértek Varsóba, de az első világháború kitörése után a felesége rokonaihoz mentek Volhíniába. 1917 és 1918 között Kijevben éltek, ahol Krzyżanowski a Lengyel Képzőművészeti Iskolában tanított.
A Második Lengyel Köztársaság létrejötte után visszatértek Varsóba, és Krzyżanowski újra megnyitotta  magánművészeti iskoláját. Legismertebb tanítványai közé tartozott Tadeusz Pruszkowski, id. Ludwik Konarzewski és Krystyna Wróblewska.
Krzyżanowski 1922. május 25-én halt meg Varsóban.

## Képgaléria

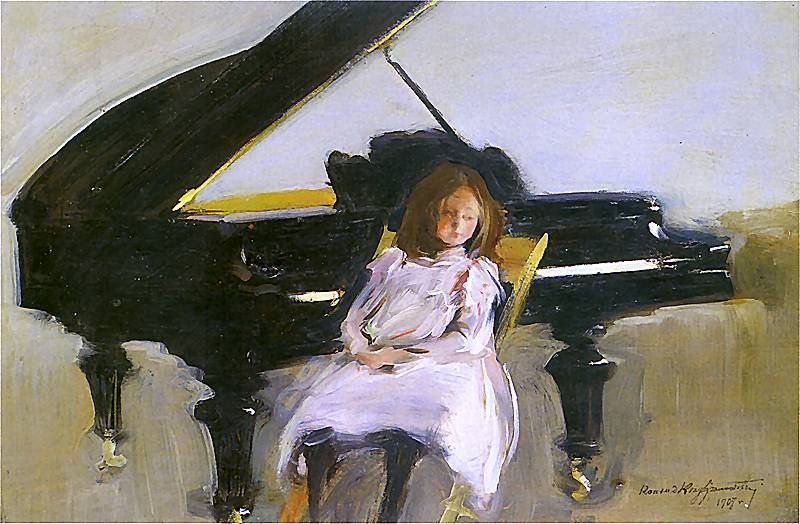
Lány a zongoránál (1907)
Felhők Finnországban (1908)
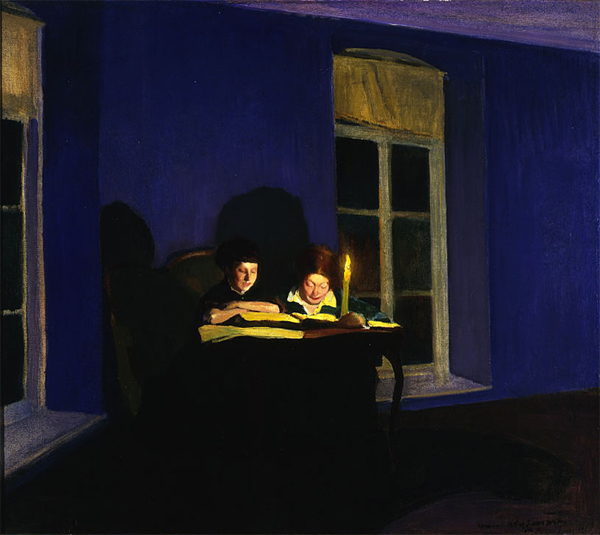
Gyertyafénynél (1914) Nemzeti Múzeum, Varsó
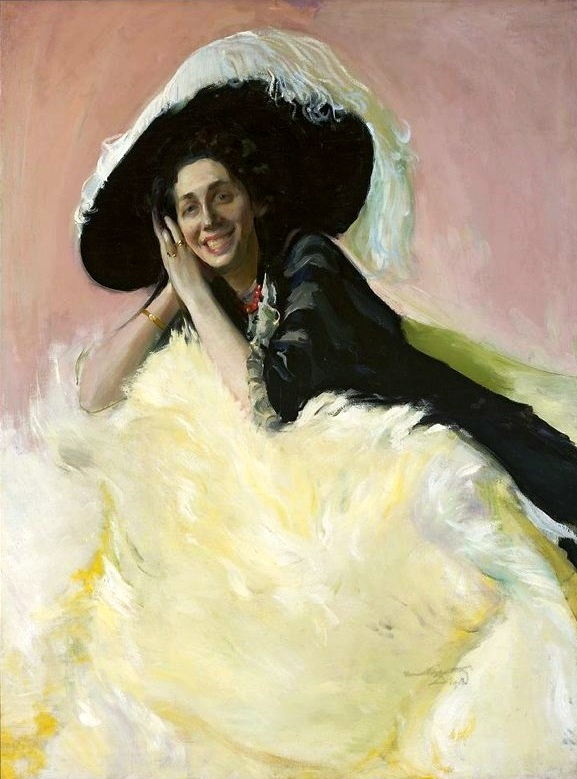
Janina Wilczyńska (1912) Nemzeti Múzeum, Varsó
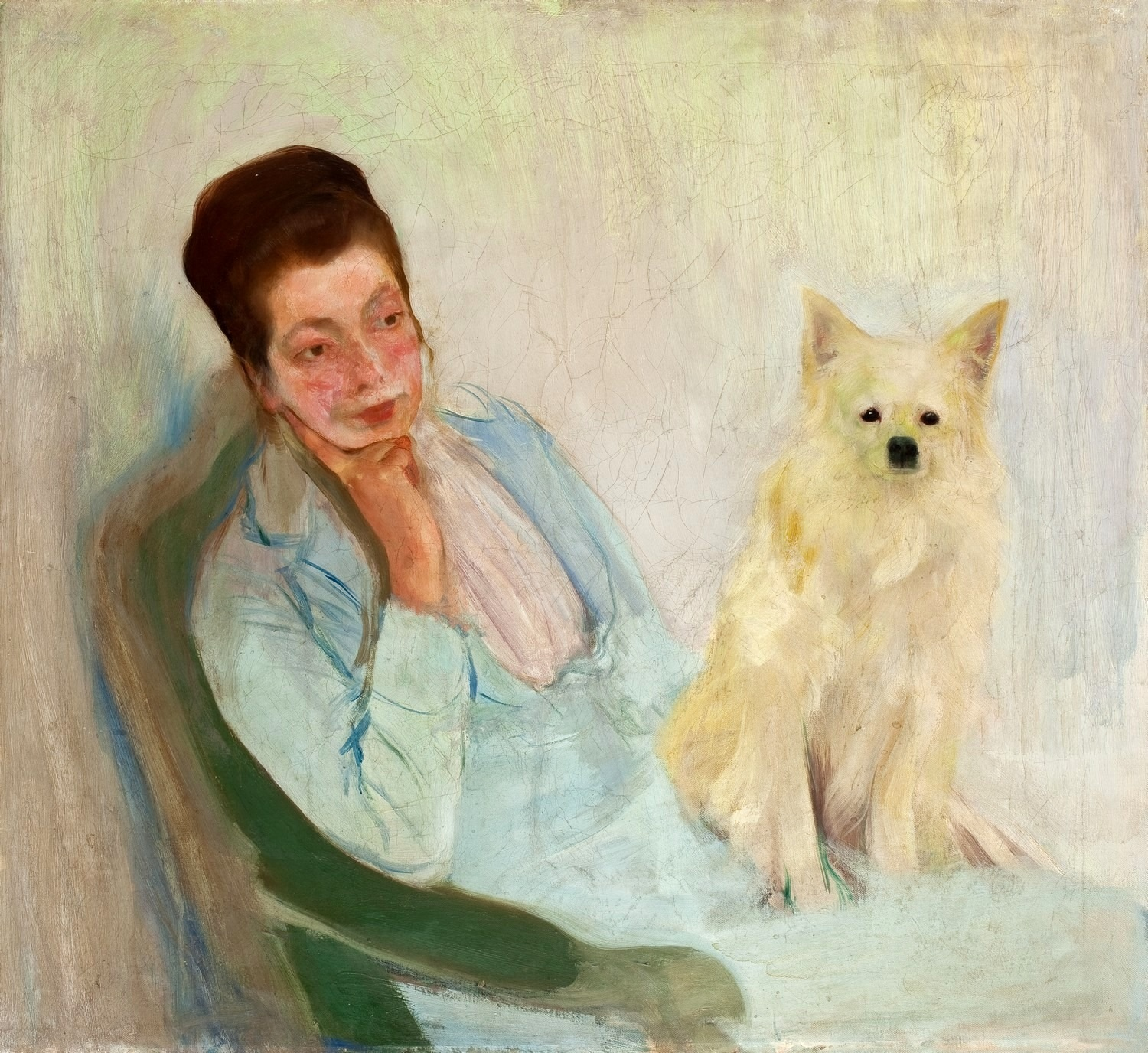
Felesége a kutyájával
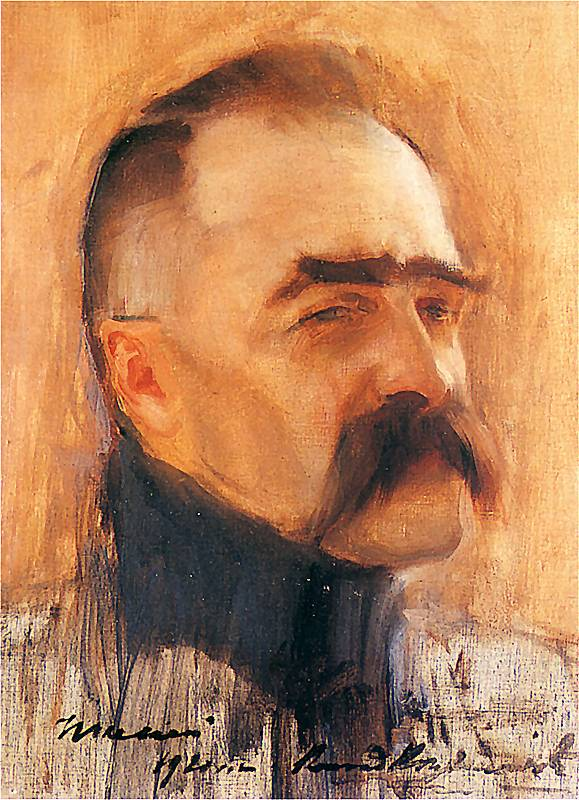
Józef Piłsudski portréja

## Jegyzetek

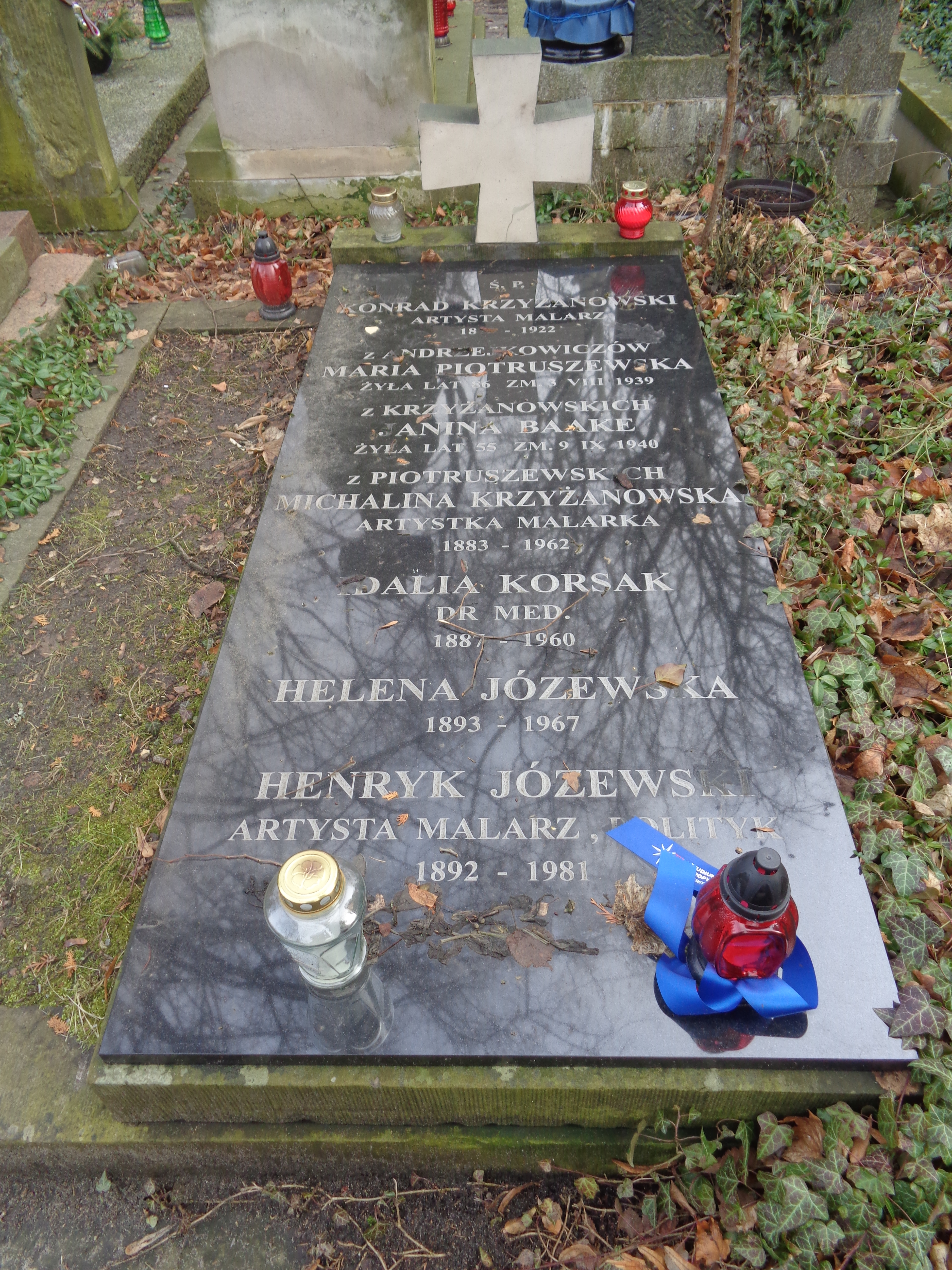
Sírja a Powązki temetőben

## Fordítás
- Ez a szócikk részben vagy egészben  a   Konrad Krzyżanowski című angol Wikipédia-szócikk fordításán alapul.  Az eredeti cikk szerkesztőit annak laptörténete sorolja fel. Ez a jelzés csupán a megfogalmazás eredetét és a szerzői jogokat jelzi, nem szolgál a cikkben szereplő információk forrásmegjelöléseként.